# Konsul Pomeranc
Konsul Pomeranc – polski niemy film fabularny (komedia) z 1920 roku w reżyserii Konrada Toma. Obraz nie zachował się do dziś.

## Obsada
- Romuald Gierasieński
- Konrad Tom
- Mura Kalinowska
- Maria Górska
- Helena Zarembina